# Tîșiv, Malîn
Tîșiv (în ucraineană Тишів) este un sat în comuna Șevcenkove din raionul Malîn, regiunea Jîtomîr, Ucraina.

## Demografie
Componența lingvistică a localității Tîșiv
     Ucraineană (99,53%)
     Alte limbi (0,47%)
Conform recensământului din 2001, majoritatea populației localității Tîșiv era vorbitoare de ucraineană (99,53%), existând în minoritate și vorbitori de alte limbi.